# Irma la Douce (film)
Irma la Douce är en amerikansk romantisk komedifilm från 1963 i regi av Billy Wilder. Filmen är baserad på den franska musikalen med samma namn från 1956. I huvudrollerna ses Jack Lemmon och Shirley MacLaine.

## Rollista i urval
- Jack Lemmon - Nestor Patou/Lord X
- Shirley MacLaine - Irma La Douce
- Lou Jacobi - Moustache, ägare till krogen med samma namn
- Bruce Yarnell - Hippolyte, Irmas första beskyddare
- Grace Lee Whitney - Kiki kosacken
- Joan Shawlee - Amazon Annie
- Hope Holliday - Lolita
- Sheryl Deauville - Carmen
- Ruth Earl - en av Zebra-tvillingarna
- Jane Earl - en av Zebra-tvillingarna
- Harriette Young - Mimi the MauMau
- Herschel Bernardi - inspektör Lefevre
- Cliff Osmond - polis
- Tura Satana - Suzette Wong
- Billy Beck - officer Dupont
- Edgar Barrier - general Lafayette
- Bill Bixby - den tatuerade franske sjömannen
- James Caan - amerikansk soldat med radio
- Louis Jourdan - berättare
- Paul Frees - berättare i inledningen